# Erateina anormata
Erateina anormata là một loài bướm đêm trong họ Geometridae.